# Mollans-sur-Ouvèze
Pour les articles homonymes, voir Mollans.
Mollans-sur-Ouvèze est une commune française située dans le département de la Drôme, en région Auvergne-Rhône-Alpes.

## Géographie

### Localisation
La commune est située à 10 km au sud-ouest de Buis-les-Baronnies (chef-lieu de canton), à 20 km au sud de Nyons. Elle est à 13 km de Vaison-la-Romaine(Vaucluse).

### Relief et géologie
Mollans-sur-Ouvèze est bâtie sur un rocher, au pied de la colline de Chatelard, à l'entrée d'une gorge considérée autrefois comme la clef des Baronnies.

### Hydrographie
La commune est arrosée par l'Ouvèze 93,3 km, affluent du Rhône.

Le Toulourenc et l'Aygemarse se jettent dans l'Ouvèze entre Mollans-sur-Ouvèze et Entrechaux.
Plusieurs canaux prélèvent l'eau dans l'Ouvèze ou le Toulourenc et assurent l'irrigation des cultures[réf. nécessaire].

### Climat
Pour des articles plus généraux, voir Climat d'Auvergne-Rhône-Alpes et Climat de la Drôme.
En 2010, le climat de la commune est de type climat méditerranéen franc, selon une étude du CNRS s'appuyant sur une série de données couvrant la période 1971-2000. En 2020, Météo-France publie une typologie des climats de la France métropolitaine dans laquelle la commune est exposée à un climat de montagne ou de marges de montagne et est dans la région climatique  Provence, Languedoc-Roussillon, caractérisée par une pluviométrie faible en été, un très bon ensoleillement (2 600 h/an), un été chaud (21,5 °C), un air très sec en été, sec en toutes saisons, des vents forts (fréquence de 40 à 50 % de vents > 5 m/s) et peu de brouillards. 
Pour la période 1971-2000, la température annuelle moyenne est de 13,4 °C, avec une amplitude thermique annuelle de 16,8 °C. Le cumul annuel moyen de précipitations est de 870 mm, avec 6,4 jours de précipitations en janvier et 4,1 jours en juillet. Pour la période 1991-2020, la température moyenne annuelle observée sur la station météorologique de Météo-France la plus proche, « Beaumont-Mt Serein »sur la commune de Beaumont-du-Ventoux à 6 km à vol d'oiseau, est de 7,0 °C et le cumul annuel moyen de précipitations est de 1 317,0 mm,. Pour l'avenir, les paramètres climatiques de la commune estimés pour 2050 selon différents scénarios d'émission de gaz à effet de serre sont consultables sur un site dédié publié par Météo-France en novembre 2022.

## Urbanisme

### Typologie
Au 1er janvier 2024, Mollans-sur-Ouvèze est catégorisée commune rurale à habitat dispersé, selon la nouvelle grille communale de densité à 7 niveaux définie par l'Insee en 2022.
Elle est située hors unité urbaine et hors attraction des villes,.

### Occupation des sols
L'occupation des sols de la commune, telle qu'elle ressort de la base de données européenne d’occupation biophysique des sols Corine Land Cover (CLC), est marquée par l'importance des forêts et milieux semi-naturels (53,9 % en 2018), en diminution par rapport à 1990 (54,7 %). La répartition détaillée en 2018 est la suivante : 
forêts (39,5 %), zones agricoles hétérogènes (30,9 %), milieux à végétation arbustive et/ou herbacée (14,4 %), cultures permanentes (13,9 %), zones urbanisées (1,3 %). L'évolution de l’occupation des sols de la commune et de ses infrastructures peut être observée sur les différentes représentations cartographiques du territoire : la carte de Cassini (XVIIIe siècle), la carte d'état-major (1820-1866) et les cartes ou photos aériennes de l'IGN pour la période actuelle (1950 à aujourd'hui).

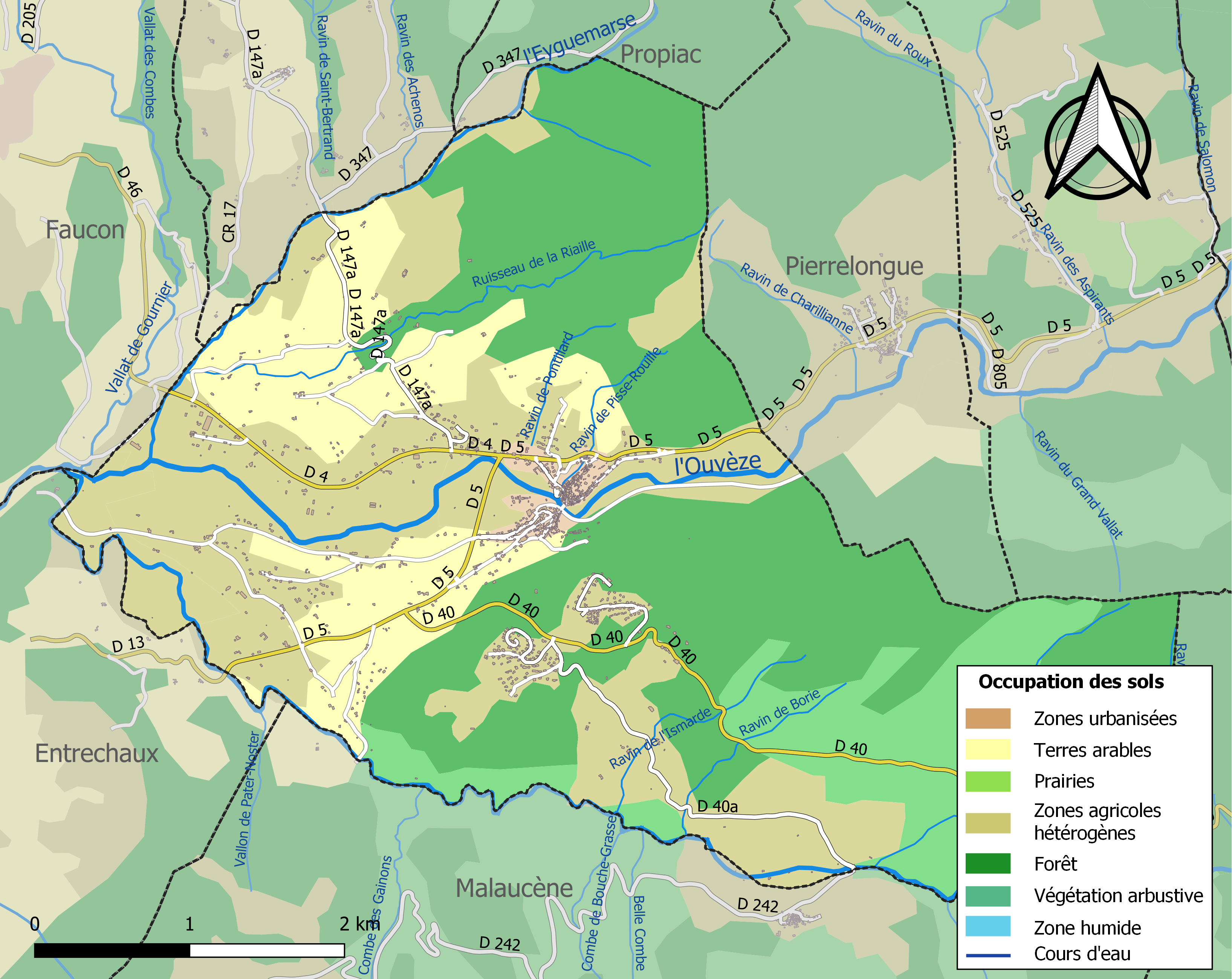
Carte des infrastructures et de l'occupation des sols de la commune en 2018 (CLC).

### Morphologie urbaine

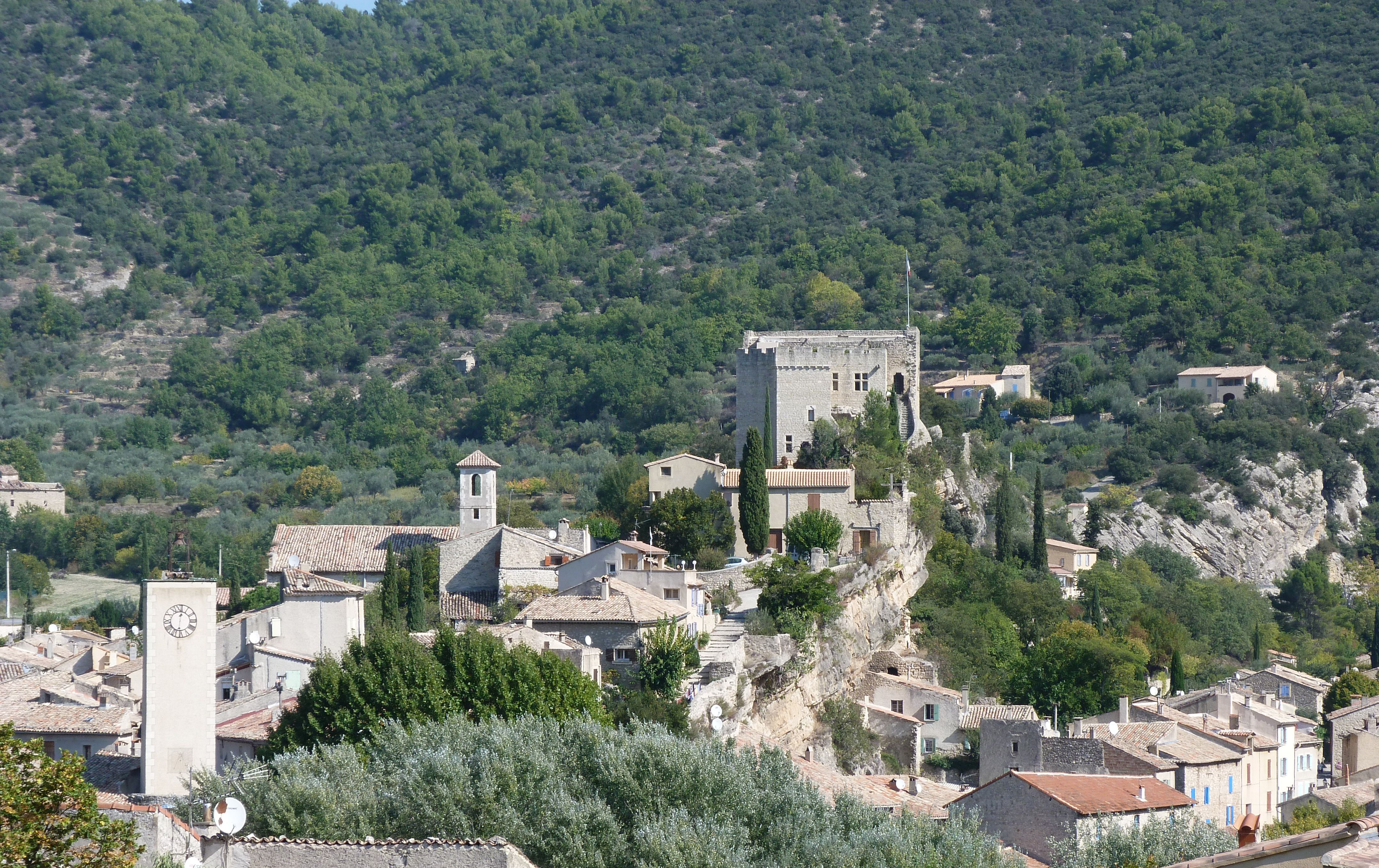
Le village, vu du sud.

#### Hameaux et lieux-dits
Site Géoportail (carte IGN) :
- Bel Air
- Belle Combe
- Chapelle Notre-Dame de la Blanche
- Hameau de la Garrigue
- La Grange Neuve
- La Montguerce
- Le Pas du Ventoux
- Les Fouzarayes
- Les Richards
- Notre-Dame des Anges
- Plouvarel
- Pontillard
- Roubion
- Saint-Michel (cf. § Histoire)
- Saint-Pierre (cf. § Histoire)

Anciens Quartiers :
- les Aires est un quartier attesté en 1891. Il était dénommé les Haires en 1685 (inventaire de la chambre des comptes)[13].

## Toponymie

### Attestations
Dictionnaire topographique du département de la Drôme :
- 1060 : Molans (cartulaire de Saint-Victor, 730).
- 1281 : castrum, villa et fortalitium de Mollanis (Valbonnais, II, 106).
- 1334 : mention du fief du « fort inférieur » : partem inferiorem fortalicii et castri de Mollanis, siti in dyocesi Vayssioneni (inventaire des dauphins, 232).
- 1442 : mention du fief du « fort supérieur » : castrum superius de Mollanis (choix de docum., 284).
- 1479 : mention de l'église Notre-Dame de la Lauze : ecclesia Dominae de Lauza loci Molanis (Mém. pour Vincent Favier).
- 1587 : Moulans (correspondance de Lesdiguières, III, 18).
- 1891 : Mollans, commune du canton de Buis-les-Baronnies.

(non daté)[réf. nécessaire] : Mollans-sur-Ouvèze.

### Étymologie
Le toponyme viendrait du mot occitan molon définissant un tas (ou amas de pierre). Celui-ci ferait référence au rocher sur lequel le château est construit et qui surplombe les rues basses du village en bordure de l'Ouvèze[réf. nécessaire].

## Histoire

### Préhistoire
- Cavités sépulcrales et industrie chalcolithique[15].

### Antiquité: les Gallo-romains
- Nécropoles du IIe siècle[15].

### Du Moyen Âge à la Révolution
La première mention du village daterait de 992[réf. nécessaire].
Surnommé la « Clé des Baronnies », le village de Mollans est une place stratégique.
La seigneurie : 
- Sur le plan féodal, Mollans était une terre de la baronnie de Mévouillon, possédée tout entière en 1291 par les Mévouillon.
- 1293 : elle est partagée en deux fiefs, dits du « fort supérieur » et du « fort inférieur ».
- 1293 : le fort inférieur est engagé aux Médici.
  - 1333 : il est cédé aux Adhémar.
  - 1488 : il passe aux Thollon de Sainte-Jalle.
  - 1515 : vendu aux Parpaille.
  - 1601 : vendu aux La Tour.
  - 1667 : passe aux Eurre.
  - Passe (par héritage) aux Simiane.
- XIIIe siècle : le fort supérieur est possédé par les Raymond.
  - 1323 : acquis par les Morane.
  - 1334 : passe aux Moroce.
  - 1407 : vendu aux Serre.
  - 1425 : passe (par mariage) aux Eurre.
  - 1520 : les Eurre confirment les franchises municipales.
  - 1653 : le fief passe aux Simiane. Par la suite, ces derniers deviennent les seigneurs de toute la terre de Mollans et la garderont jusqu'à la Révolution.

Aux XIIe et XIIIe siècles, l'abbaye Saint-André de Villeneuve-lès-Avignon y possédait un prieuré et trois églises (dont l'église paroissiale) et percevait tous les revenus attachés à ces établissements.
Le 7 novembre 1293, le baron Raymond V cède la seigneurie à Albert de Médicis dont la famille devait par la suite jouer un rôle considérable en France[réf. nécessaire].
XIIIe siècle : le fief est donc partagé en deux : deux châteaux, deux paroisses, deux monastères.
Guerres de Religion :
- En 1560, Montbrun y est battu par le comte de Suze et doit s'enfuir à Genève[réf. nécessaire].
- Occupé alternativement par les catholiques et les huguenots[réf. nécessaire].
- 18 février 1589 : Mollans est prise par Lesdiguières[réf. nécessaire].

Mollans fut, sous l'Ancien Régime, le siège de l'officialité de l’évêque de Vaison en Dauphiné[réf. nécessaire].
Avant 1790, Mollans était une communauté de l'élection de Montélimar et de la subdélégation et du bailliage du Buis.

Elle formait une paroisse du diocèse de Vaison dont l'église était sous le vocable de Notre-Dame de la Lauze et dont les dîmes appartenaient, un tiers au prieur de Saint-Michel et deux tiers à celui de Saint-Pierre-de-Thoulourenc (voir ces noms).

#### Saint-Michel
Dictionnaire topographique du département de la Drôme :
- 1334 : prioratus Sancti Michaelis de Molanis (mém. Favier).
- 1538 : prioratus seu ecclesia parrochialis Beati Micahelis secularis posita in territorio de Molanis (mém. Favier).
- 1891 : Saint-Michel, quartier de la commune de Mollans.

Ancien prieuré séculier, uni dès le XVIe siècle à la cure de Mollans et dont le titulaire avait un tiers des dîmes de cette paroisse.

#### Saint-Pierre (de Thoulourenc)
Dictionnaire topographique du département de la Drôme :
- 1334 : prioratus Sancti Petri de Tholorenco de Molanis (mém. Favier).
- 1413 : Sainct Pierre de Thoulourenc (archives de la Drôme, E 4241).
- 1538 : ecclesia Sancti Petri de Tolorenco (mém. Favier).
- 1891 : Saint-Pierre, ancienne chapelle (Saint-Pierre-de-Thoulourenc[14]).

Ancien prieuré de bénédictins (dépendance de l'abbaye de Saint-André de Villeneuve-lès-Avignon) dont le titulaire avait la collation de la cure et les deux tiers des dîmes de la paroisse de Mollans.

### De la Révolution à nos jours
En 1790, Mollans devient le chef-lieu d'un canton du district du Buis, comprenant Beauvoisin, Bénivay, Eygaliers, Mollans, Ollon, la Penne, Pierrelongue, Plaisians, Propiac et Saint-Marcellin-lès-Vaison.

La réorganisation de l'an VIII (1799-1800) en fait une simple commune du canton du Buis-les-Baronnies.

## Politique et administration

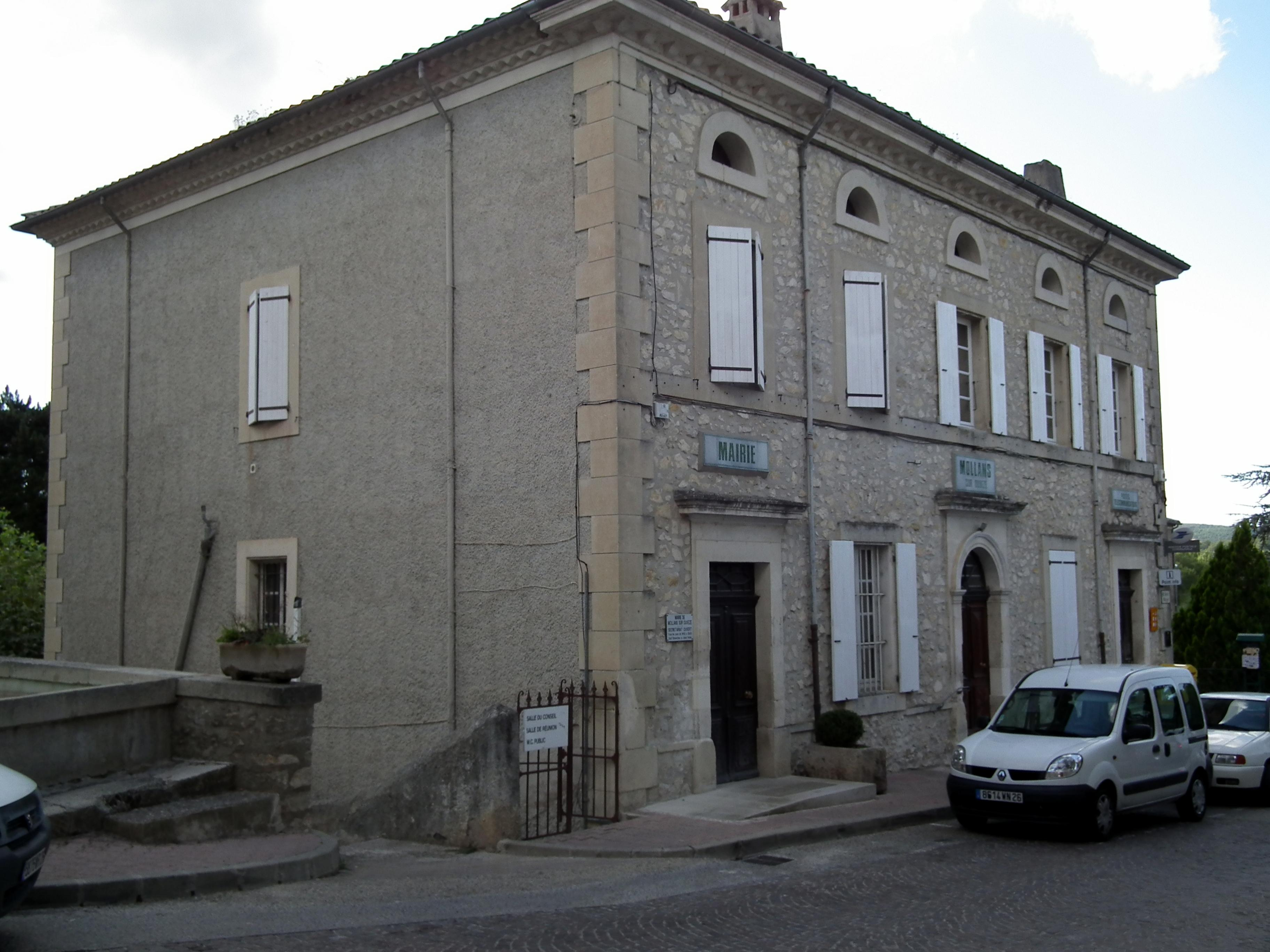
La mairie.

### Liste des maires
| Période                                                                   | Période                       | Identité                           | Étiquette | Qualité                                                             |
| ------------------------------------------------------------------------- | ----------------------------- | ---------------------------------- | --------- | ------------------------------------------------------------------- |
| Les données manquantes sont à compléter. : depuis la fin du Second Empire |                               |                                    |           |                                                                     |
| 1871                                                                      |                               | ?                                  |           |                                                                     |
| 1874                                                                      |                               | ?                                  |           |                                                                     |
| 1878                                                                      |                               | ?                                  |           |                                                                     |
| 1884                                                                      |                               | ?                                  |           |                                                                     |
| 1888                                                                      |                               | ?                                  |           |                                                                     |
| 1892                                                                      |                               | ?                                  |           |                                                                     |
| 1896                                                                      |                               | ?                                  |           |                                                                     |
| 1900                                                                      |                               | ?                                  |           |                                                                     |
| 1904                                                                      |                               | ?                                  |           |                                                                     |
| 1908                                                                      |                               | ?                                  |           |                                                                     |
| 1912                                                                      |                               | ?                                  |           |                                                                     |
| 1919                                                                      |                               | ?                                  |           |                                                                     |
| 1925                                                                      |                               | ?                                  |           |                                                                     |
| 1929                                                                      |                               | ?                                  |           |                                                                     |
| 1935                                                                      |                               | ?                                  |           |                                                                     |
| 1945                                                                      |                               | ?                                  |           |                                                                     |
| 1947                                                                      |                               | ?                                  |           |                                                                     |
| 1953                                                                      |                               | ?                                  |           |                                                                     |
| 1959                                                                      |                               | ?                                  |           |                                                                     |
| 1965                                                                      |                               | ?                                  |           |                                                                     |
| 1971                                                                      |                               | ?                                  |           |                                                                     |
| 1977                                                                      |                               | ?                                  |           |                                                                     |
| 1983                                                                      |                               | ?                                  |           |                                                                     |
| 1989                                                                      |                               | ?                                  |           |                                                                     |
| 1995                                                                      |                               | ?                                  |           |                                                                     |
| 2001                                                                      | 2008                          | Yves Roux                          | DVD       | Entrepreneur - Ancien suppléant du député Hervé Mariton (1993-1997) |
| 2008                                                                      | 2014                          | Yves Roux                          | DVD       | maire sortant                                                       |
| 2014                                                                      | 2020                          | Frédéric Roux                      | PS        | cadre                                                               |
| 2020                                                                      | En cours (au 30 janvier 2021) | Frédéric Roux[source insuffisante] |           | maire sortant                                                       |

### Rattachements administratifs et électoraux
Administrativement la commune est comprise dans l'arrondissement de Die, dans le canton de Crest.
Elle est une commune adhérente de la communauté de communes du Val de Drôme qui comprend trente communes et dont le siège est situé à Eurre.

### Jumelages
Aucun jumelage.

## Population et société

### Démographie
L'évolution du nombre d'habitants est connue à travers les recensements de la population effectués dans la commune depuis 1793. Pour les communes de moins de 10 000 habitants, une enquête de recensement portant sur toute la population est réalisée tous les cinq ans, les populations de référence des années intermédiaires étant quant à elles estimées par interpolation ou extrapolation. Pour la commune, le premier recensement exhaustif entrant dans le cadre du nouveau dispositif a été réalisé en 2004.

En 2022, la commune comptait 1 055 habitants, en évolution de −0,47 % par rapport à 2016 (Drôme : +2,64 %, France hors Mayotte : +2,11 %).
| 1793 | 1800  | 1806  | 1821  | 1831  | 1836  | 1841  | 1846  | 1851  |
| ---- | ----- | ----- | ----- | ----- | ----- | ----- | ----- | ----- |
| 946  | 1 065 | 1 086 | 1 150 | 1 178 | 1 158 | 1 219 | 1 240 | 1 222 |

| 1856  | 1861  | 1866  | 1872  | 1876  | 1881  | 1886 | 1891 | 1896 |
| ----- | ----- | ----- | ----- | ----- | ----- | ---- | ---- | ---- |
| 1 194 | 1 186 | 1 167 | 1 135 | 1 066 | 1 017 | 946  | 870  | 877  |

| 1901 | 1906  | 1911 | 1921 | 1926 | 1931 | 1936 | 1946 | 1954 |
| ---- | ----- | ---- | ---- | ---- | ---- | ---- | ---- | ---- |
| 875  | 1 153 | 873  | 758  | 762  | 771  | 711  | 705  | 614  |

| 1962 | 1968 | 1975 | 1982 | 1990 | 1999 | 2004 | 2006 | 2009  |
| ---- | ---- | ---- | ---- | ---- | ---- | ---- | ---- | ----- |
| 612  | 615  | 615  | 690  | 782  | 840  | 950  | 968  | 1 051 |

| 2014  | 2019  | 2022  | - | - | - | - | - | - |
| ----- | ----- | ----- | - | - | - | - | - | - |
| 1 057 | 1 064 | 1 055 | - | - | - | - | - | - |

### Enseignement
Mollans-sur-Ouvèze dépend de l'Académie de Grenoble.

L'école de la commune accueille les élèves pour la maternelle (36 enfants) et les classes primaires (53 enfants), dans quatre classes.

Le collège le plus proche est à Buis-les-Baronnies.

Le lycée le plus proche se trouve à Nyons.

### Santé
Un médecin est installé sur la commune. L'hôpital le plus proche se situe à Buis-les-Baronnies[réf. nécessaire].

### Manifestations culturelles et festivités
Fêtes : le premier week-end de juillet.

### Sports

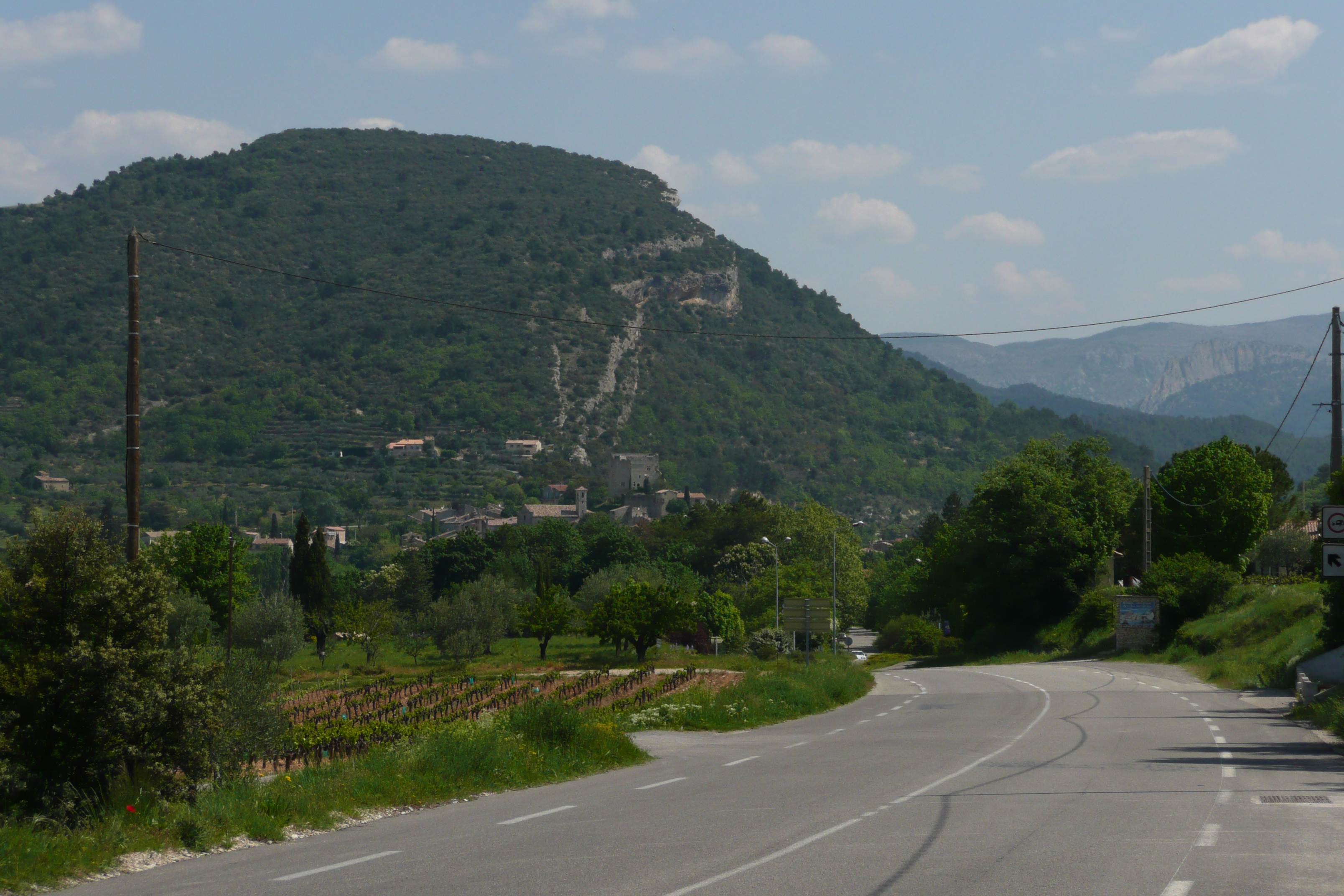
La barre rocheuse de Mollans, au-dessus du village.

La barre rocheuse de Mollans est un site d'escalade découvert en 1995 par Bruno Clément et Lynn Hill qui ouvrent Maison Borniol (8a+) et Fat or Seduction (8b). L'équipement de voies plus nombreuses, essentiellement dans les niveaux très difficiles, débute en 2011, à l'initiative d'équipeurs comme Antonin Rhodes, Sylvain Favier, Sébastien Bouin.

La falaise est médiatisée par la presse spécialisée de l'escalade, avec la première ascension, en 2015, par Adam Ondra de Mollans Cullet (8c/9a) en 2013, puis de CRS (9b) qui classe Mollans parmi les sites mondiaux majeurs pour les voies de difficulté extrême.

### Médias
Le territoire de la commune se situe dans l'aire de diffusion de plusieurs médias :
- Presse écrite
  - Le Dauphiné libéré, quotidien régional qui consacre, chaque jour, y compris le dimanche, un ou plusieurs articles à l'actualité du canton et de la commune, ainsi que des informations sur les éventuelles manifestations locales, les travaux routiers, et autres événements divers à caractère local.
  - L'Agriculture Drômoise, journal d'informations agricoles et rurales, couvre l'ensemble du département de la Drôme.
  - Drôme Hebdo (ancien Peuple Libre), hebdomadaire chrétien d'informations.
- Presse audio-visuelle
  - Ici Drôme Ardèche est une radio publique diffusée sur son territoire.

### Cultes
La paroisse catholique de Mollans-sur-Ouvèze dépend du diocèse de Valence, doyenné de Buis-les-Baronnies.

## Économie

### Agriculture
En 1992 : vignes (vins AOC Côtes-du-Rhône), oliviers.

## Culture locale et patrimoine

### Lieux et monuments
- Enceintes d'un castrum avec tour, vestiges de trois portes et beffroi[réf. nécessaire].

Beffroi carré sur tout d'enceinte.
- Les deux châteaux : l'un est ruiné, l'autre a été restauré (peintures murales, cheminée sculptée)[15].

Le « fort supérieur » est mieux conservé que le « fort inférieur » sur le sommet du rocher dominant le village[réf. nécessaire].
- Chapelle Notre-Dame-la-Blanche : ancien prieuré séculier[15].
- Église du prieuré Saint-Michel[15].
- Pont d'une seule arche[15].
- Chapelle du XVIIe siècle en encorbellement[15].
- Église du XVIIIe siècle : chaire[15].
- Chapelle Notre-Dame-des-Anges : Notre-Dame-des-Lumières, Saint-André, Saint-Estève[15].
- Chapelle du cimetière : une Gloire que l'on attribue à Bernus[réf. nécessaire].
- Petites ruelles voûtées et belles maisons[15].
- Fontaine et lavoir (IMH)[15].

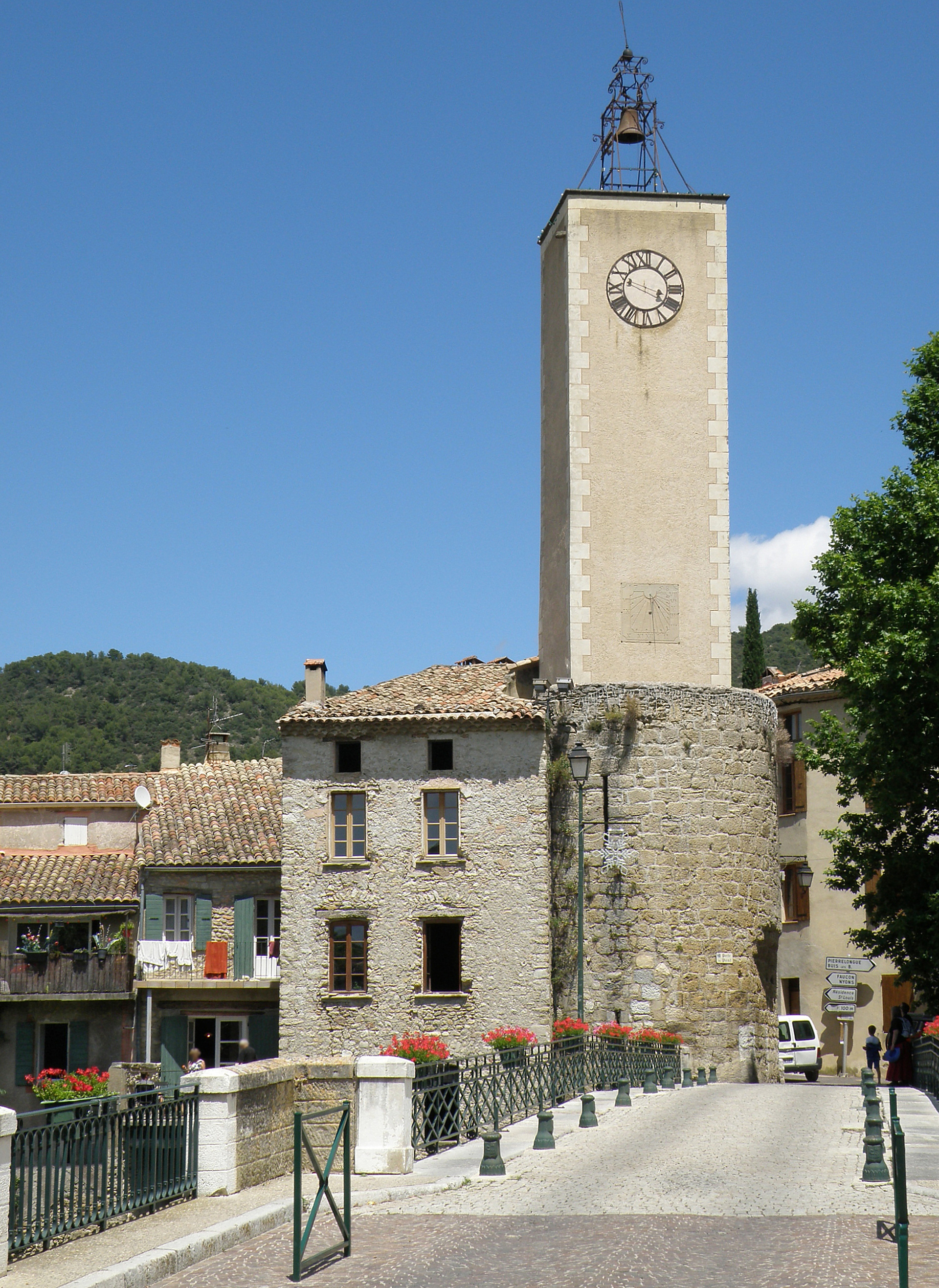
Le beffroi.
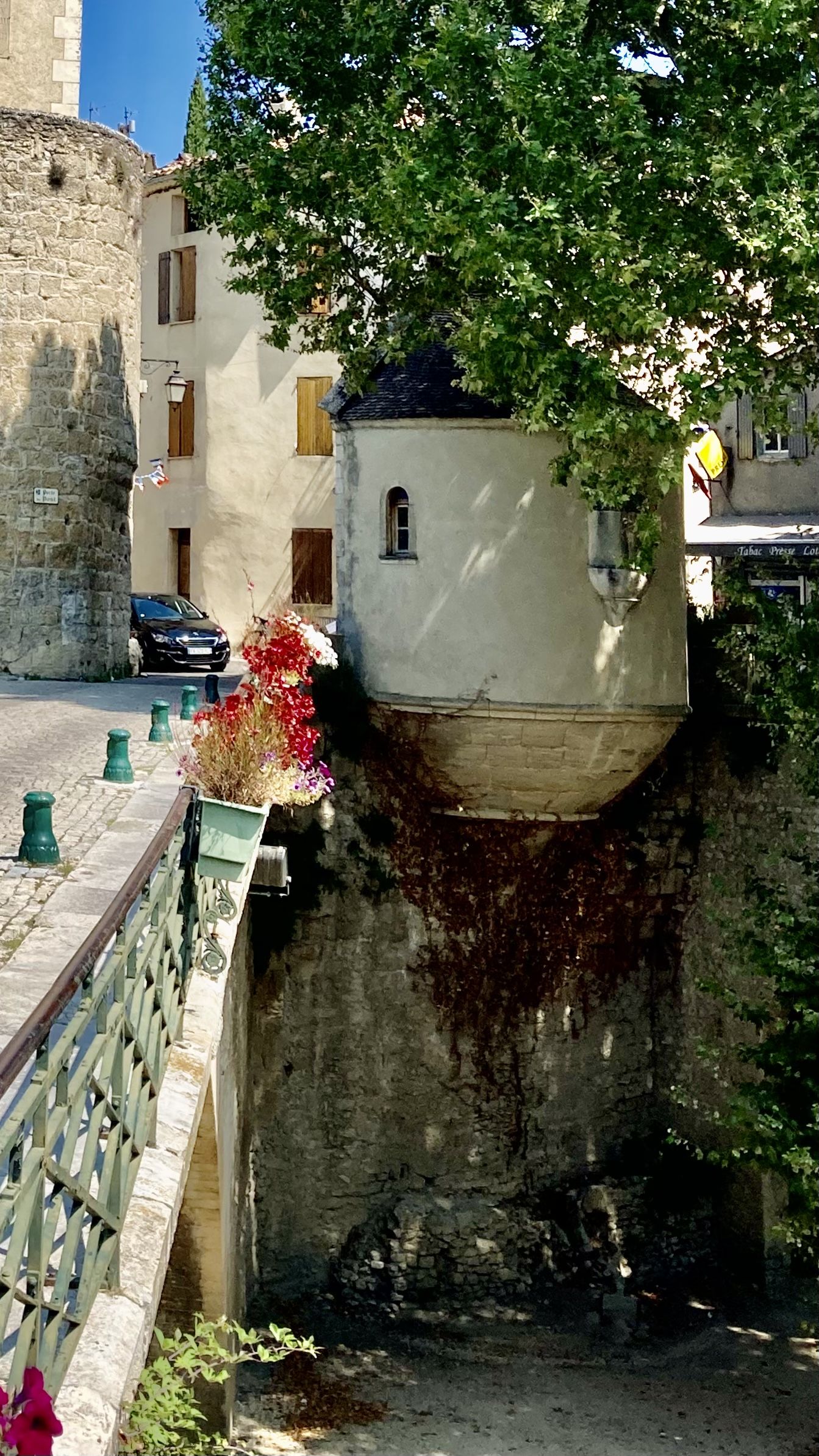
La chapelle Notre-Dame-du-Pont.
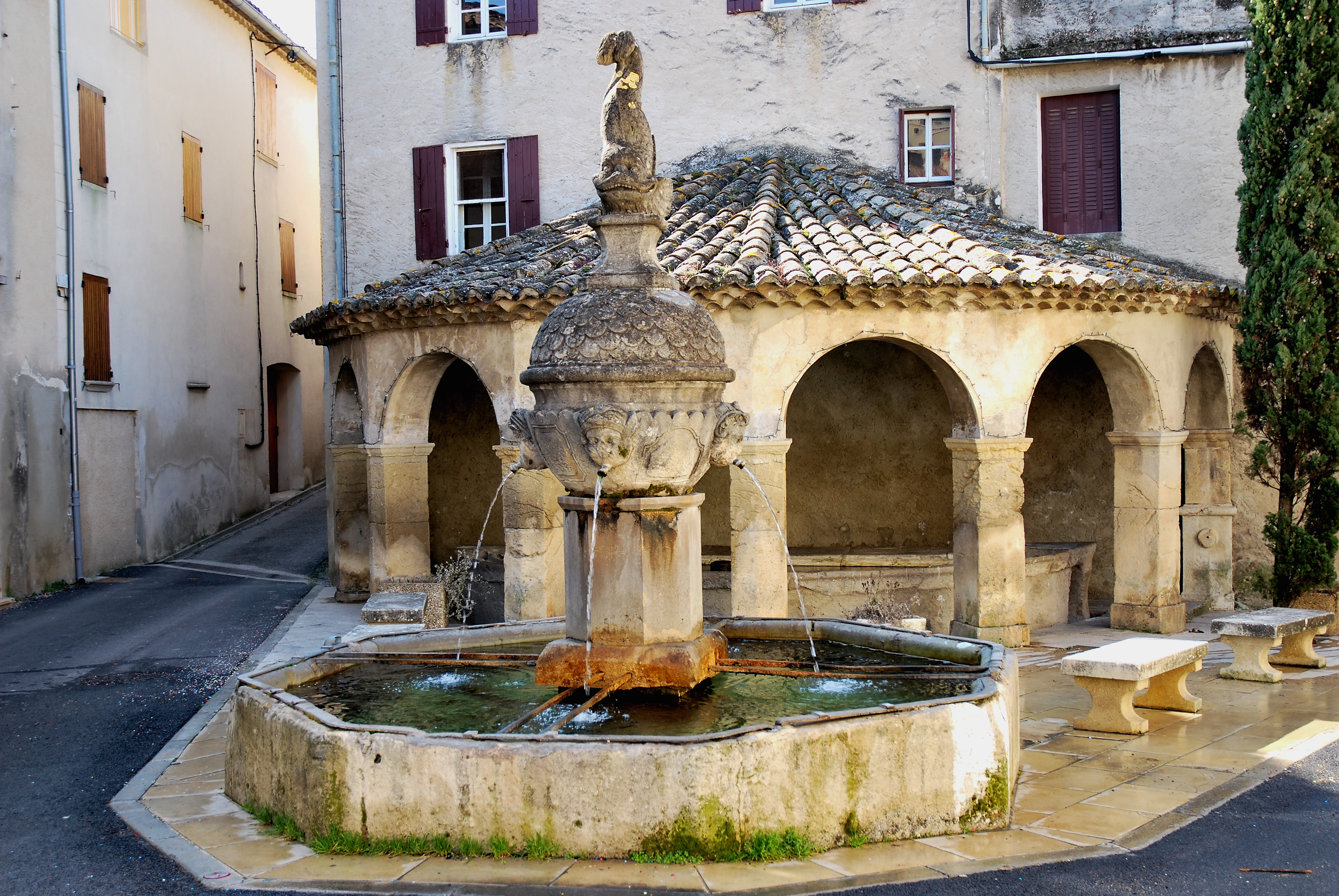
Fontaine au dauphin.
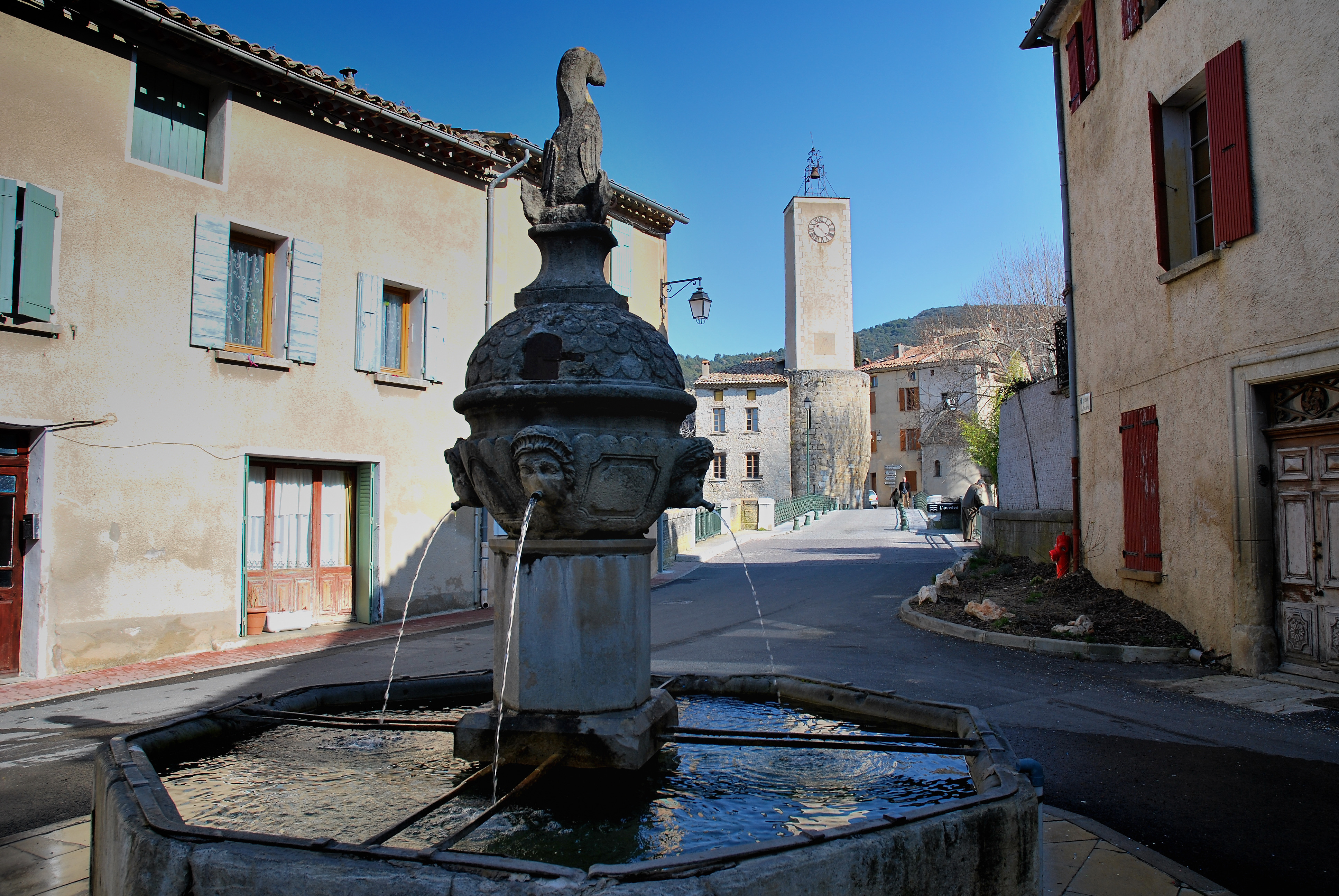
La fontaine.
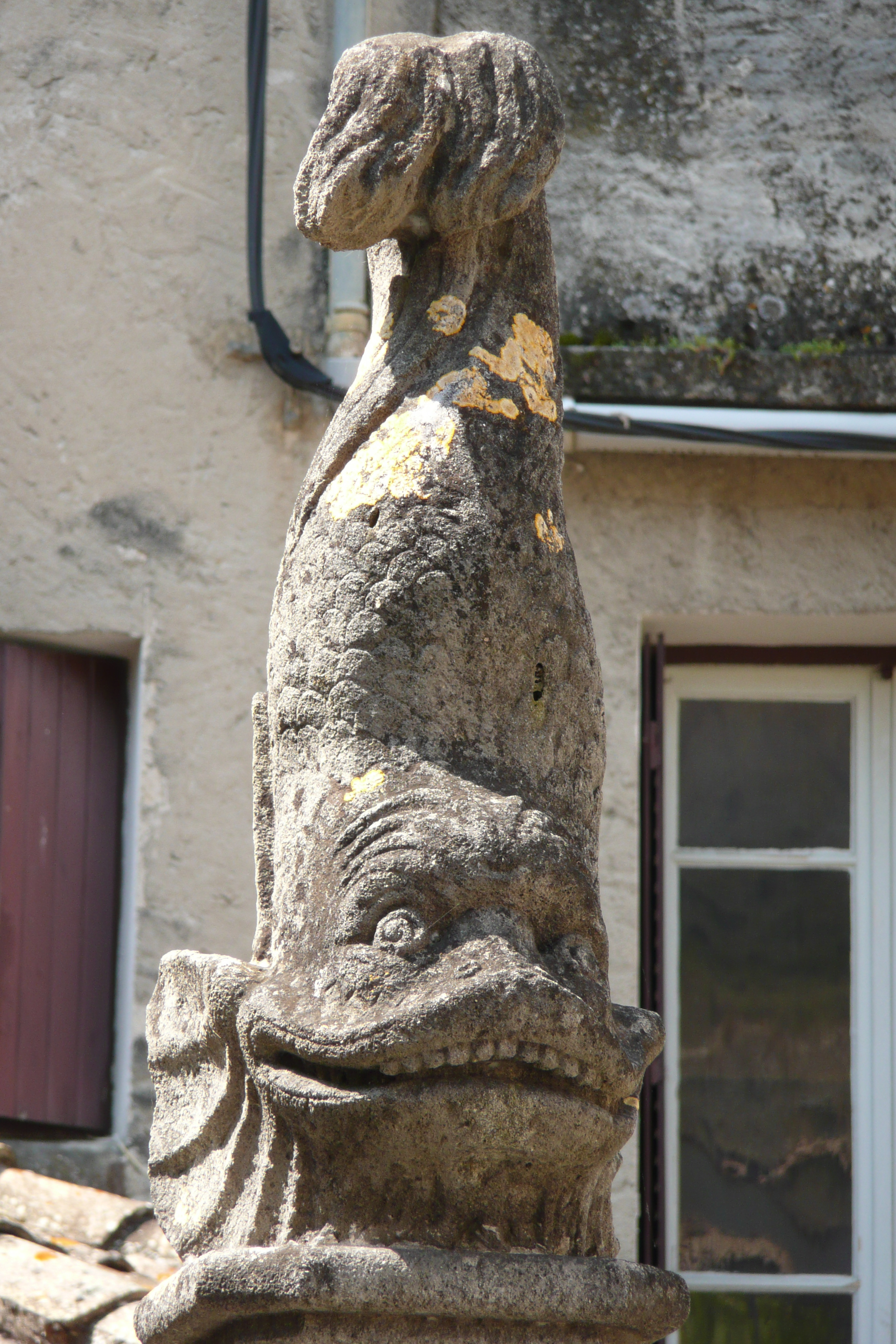
Statue de la fontaine représentant un dauphin.
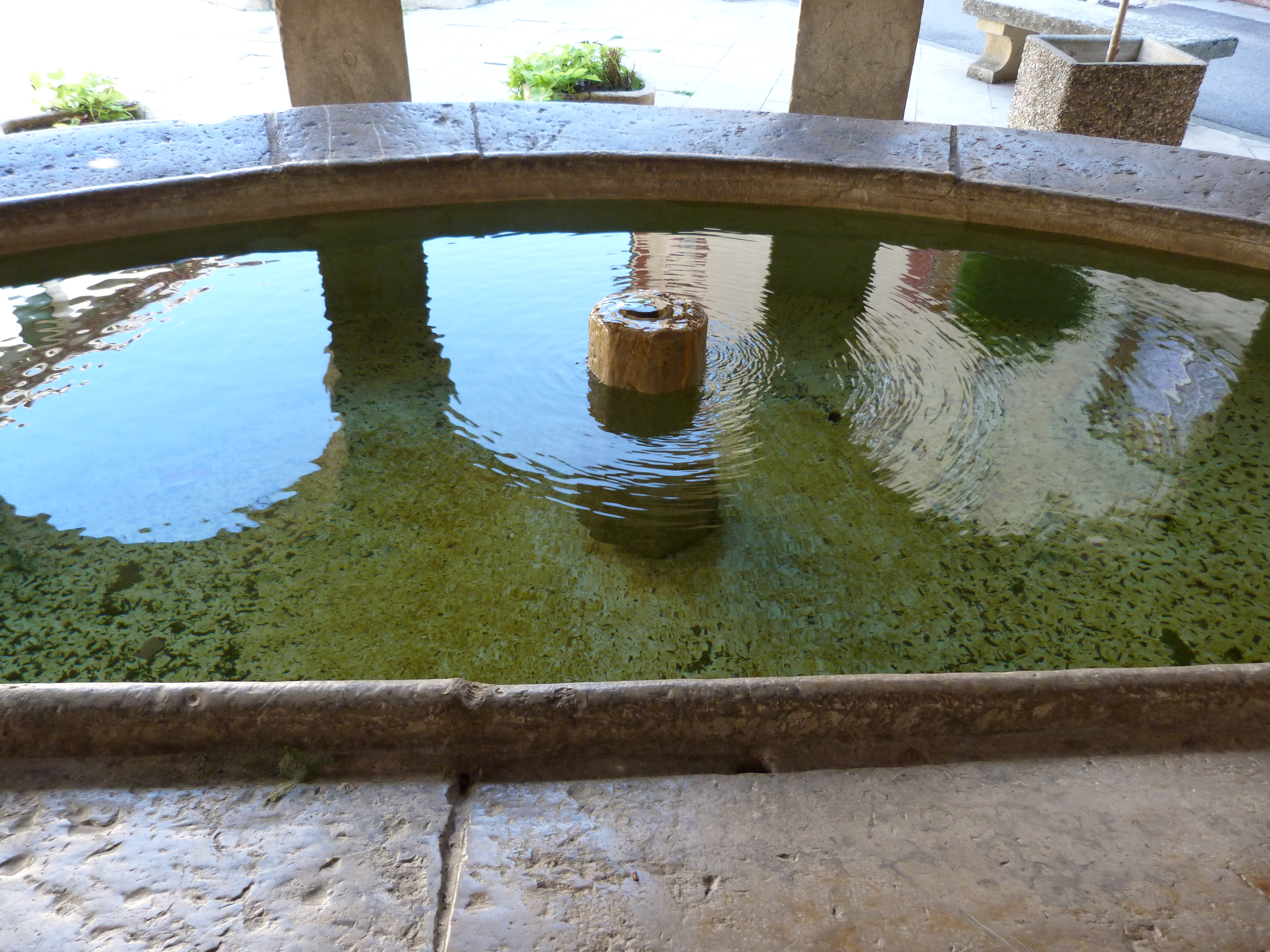
Le lavoir de la Fontaine au dauphin.
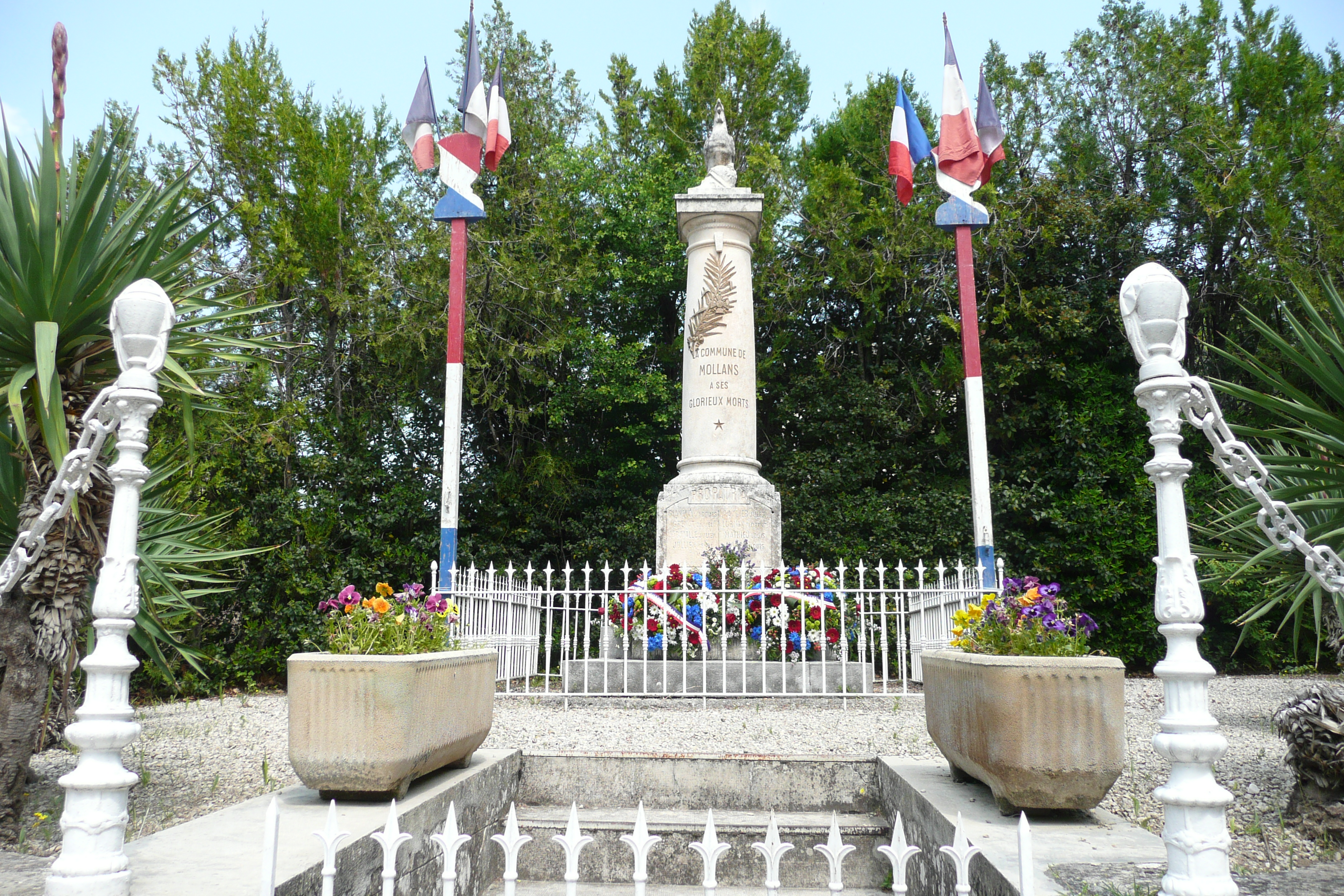
Monument aux morts de Mollans.

### Patrimoine naturel
- Grotte avec lac[15], dite grotte de Notre-Dame-des-Anges : grande excavation au fond de laquelle est un gouffre, immense réservoir aux eaux d’une limpidité parfaite[réf. nécessaire].
- Fontaine minérale[15].
- Sources salées[15].

### Personnalités liées à la commune
- Joseph Fiacre Olivier de Gérente (né en 1744 à Mollans-sur-Ouvèze) : ancien député de Vaucluse et du Var.

### Héraldique, logotype et devise
| Blason de Mollans-sur-Ouvèze | Blason  | Parti : au 1er d'argent à un dauphin contourné de sinople, au 2d d'azur à une fleur de lys surmontée d'une couronne fermée, le tout d'or. |
| Blason de Mollans-sur-Ouvèze | Détails | Le statut officiel du blason reste à déterminer.                                                                                          |